# Charles Delhez
Le père Charles Delhez, né en 1951, est un Jésuite et sociologue belge.

## Biographie
Entré chez les jésuites en 1971, sociologue de formation, Charles Delhez a été ordonné prêtre en 1982.
Il est actuellement curé de la paroisse de Blocry (Louvain-la-Neuve). Il fait partie de l'équipe porteuse de RivEspérance, forum citoyen et chrétien. Il accompagne de nombreux couples avant et après le mariage. Il fut directeur des Équipes Saint-Michel, pèlerinage à Lourdes en alliance avec les personnes moins valides, de 2008 à 2022.
Il est également conseiller spirituel national pour les Équipes Notre-Dame depuis novembre 2018. Ses livres sont traduits dans une dizaine de langues, dont l'italien, l'espagnol, le coréen, l'arabe, l'allemand. Il est chroniqueur à Dimanche et RCF.
Il a travaillé durant 5 ans au Congo (ex-Zaïre). De retour en Belgique, il a fondé les Editions Fidélité en 1988 et en a été le directeur éditorial jusqu'en 2018. Il est à l'initiative de la collection Que penser de… ? qui compte actuellement plus de cent titres.  Durant une vingtaine d'années, il a travaillé dans les médias, notamment comme rédacteur en chef du journal Dimanche, fondateur de Dimanche Express, prédicateur aux messes télévisées de France 2 et de la RTBF.  
De 2011 à 2019, il a enseigné les sciences religieuses aux futurs Biomeds, médecins, pharmaciens et économistes à l'université de Namur (anciennes Facultés Notre-Dame de la Paix) dont il a été l'aumônier principal de 2010 à 2018. En 2012, il a fondé les Grandes conférences namuroises avec Annie Degen. En 2018, il a publié Où allons-nous ? De la modernité au transhumanisme (Salvator, Paris/Fidélité, Namur). 
En 2022, il a publié Église catholique. Renaître au disparaître, (Éditions jésuites 2022).  
Le père Charles  Delhez est également connu sous le totem de Grand Koudou dans le monde du scoutisme puisqu'il est aumônier de la 26e unité de Blocry à Louvain-la-Neuve.